# Кубок Нідерландів з футболу 2006—2007
Кубок Нідерландів з футболу 2006–2007 — 89-й розіграш кубкового футбольного турніру в Нідерландах. Володарем кубка вдруге поспіль став Аякс.

## Календар
| Раунд        | Дата               | Матчі | Клуби   |
| ------------ | ------------------ | ----- | ------- |
| Перший раунд | 26 серпня 2006     | 24    | 88 → 64 |
| 1/32 фіналу  | 19-21 вересня 2006 | 32    | 64 → 32 |
| 1/16 фіналу  | 7-8 листопада 2006 | 16    | 32 → 16 |
| 1/8 фіналу   | 23-25 січня 2007   | 8     | 16 → 8  |
| 1/4 фіналу   | 28 лютого 2007     | 4     | 8 → 4   |
| 1/2 фіналу   | 18-19 квітня 2007  | 2     | 4 → 2   |
| Фінал        | 6 травня 2007      | 1     | 2 → 1   |

## 1/16 фіналу
| Команда 1        | Рахунок | Команда 2          |
| ---------------- | ------- | ------------------ |
| 7 листопада 2006 |         |                    |
| Бе Квік'28       | 2:5     | Віллем II          |
| Де Графсхап      | 1:0     | Еммен              |
| Гоу Егед Іглз    | 2:0     | Ексельсіор         |
| МВВ (Маастріхт)  | 3:1     | Телстар            |
| Росендал         | 4:0     | Ейндговен          |
| Гронінген        | 1:3     | НАК Бреда          |
| 8 листопада 2006 |         |                    |
| Ахіллес'29       | 0:4     | Спарта (Роттердам) |
| АЗ               | 10:1    | Меерзен            |
| Твенте           | 3:1     | Неймеген           |
| Рода             | 5:0     | АСВХ               |
| Валвейк          | 3:2 дч  | Феєнорд            |
| 9 листопада 2006 |         |                    |
| Утрехт           | 5:0     | Рейнсбургзе Бойз   |
| Гарлем           | 1:0     | Ден Босх           |
| АЗ (юніори)      | 8:1     | Генемюйден         |
| Вітессе          | 0:4     | ПСВ                |
| Аякс             | 2:0     | АДО Ден Гаг        |

## 1/8 фіналу
| Команда 1          | Рахунок | Команда 2       |
| ------------------ | ------- | --------------- |
| 23 січня 2007      |         |                 |
| АЗ                 | 5:0     | МВВ (Маастріхт) |
| Віллем II          | 4:2     | Де Графсхап     |
| 24 січня 2007      |         |                 |
| Спарта (Роттердам) | 2:3 дч  | Валвейк         |
| Твенте             | 1:2     | НАК Бреда       |
| Аякс               | 4:0     | Гарлем          |
| Утрехт             | 1:0     | Росендал        |
| 25 січня 2007      |         |                 |
| ПСВ                | 3:2     | Гоу Егед Іглз   |
| Рода               | 2:1     | АЗ (юніори)     |

## 1/4 фіналу
| Команда 1      | Рахунок | Команда 2 |
| -------------- | ------- | --------- |
| 28 лютого 2007 |         |           |
| Віллем II      | 0:2     | Аякс      |
| Утрехт         | 1:2     | АЗ        |
| НАК Бреда      | 3:0     | ПСВ       |
| Валвейк        | 1:0     | Рода      |

## 1/2 фіналу
| Команда 1      | Рахунок | Команда 2 |
| -------------- | ------- | --------- |
| 18 квітня 2007 |         |           |
| Аякс           | 3:1     | Валвейк   |
| 19 квітня 2007 |         |           |
| АЗ             | 6:0     | НАК Бреда |

## Фінал
| 6 травня 2007 19:00 (EEST) |

| АЗ         | 1:1 дч   | Аякс         |
| ---------- | -------- | ------------ |
| Дембеле 4' | Протокол | Гунтелар 51' |

| Феєнорд, Роттердам Глядачів: 42 200 Арбітр: Дік ван Егмонд |

|                                                                           |     | Пенальті                                                                        |  |
| Арвеладзе · Бухарі · Стейнсон · де Клер · Єннер · Дембеле · Молхук · Донк | 7:8 | Перес · Гунтелар · Вермален · Лінденберг · Гейтінга · Де Мюл · Огерару · Давідс |  |